# N-06A

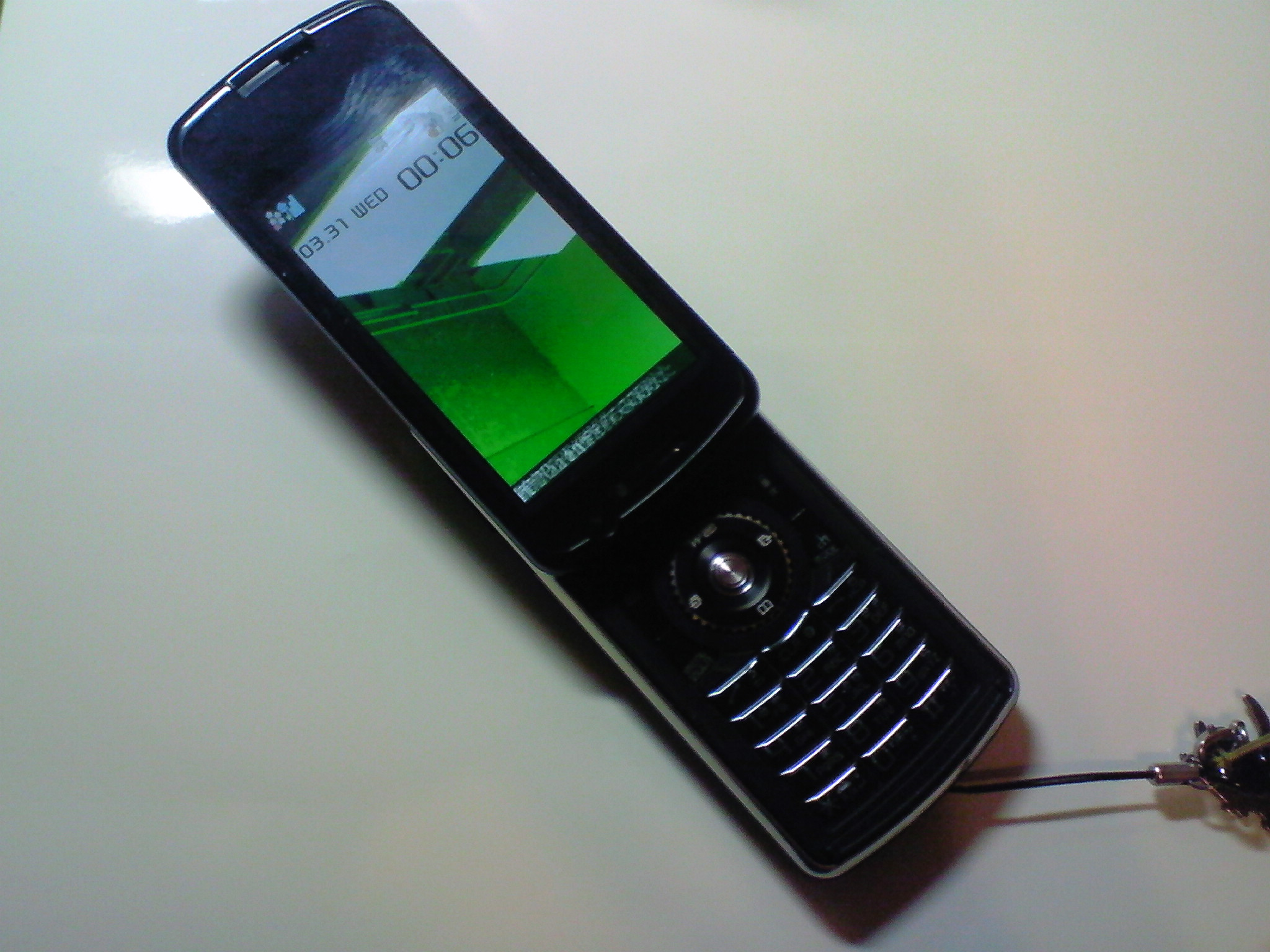
N-06A コミュニケーションスタイル

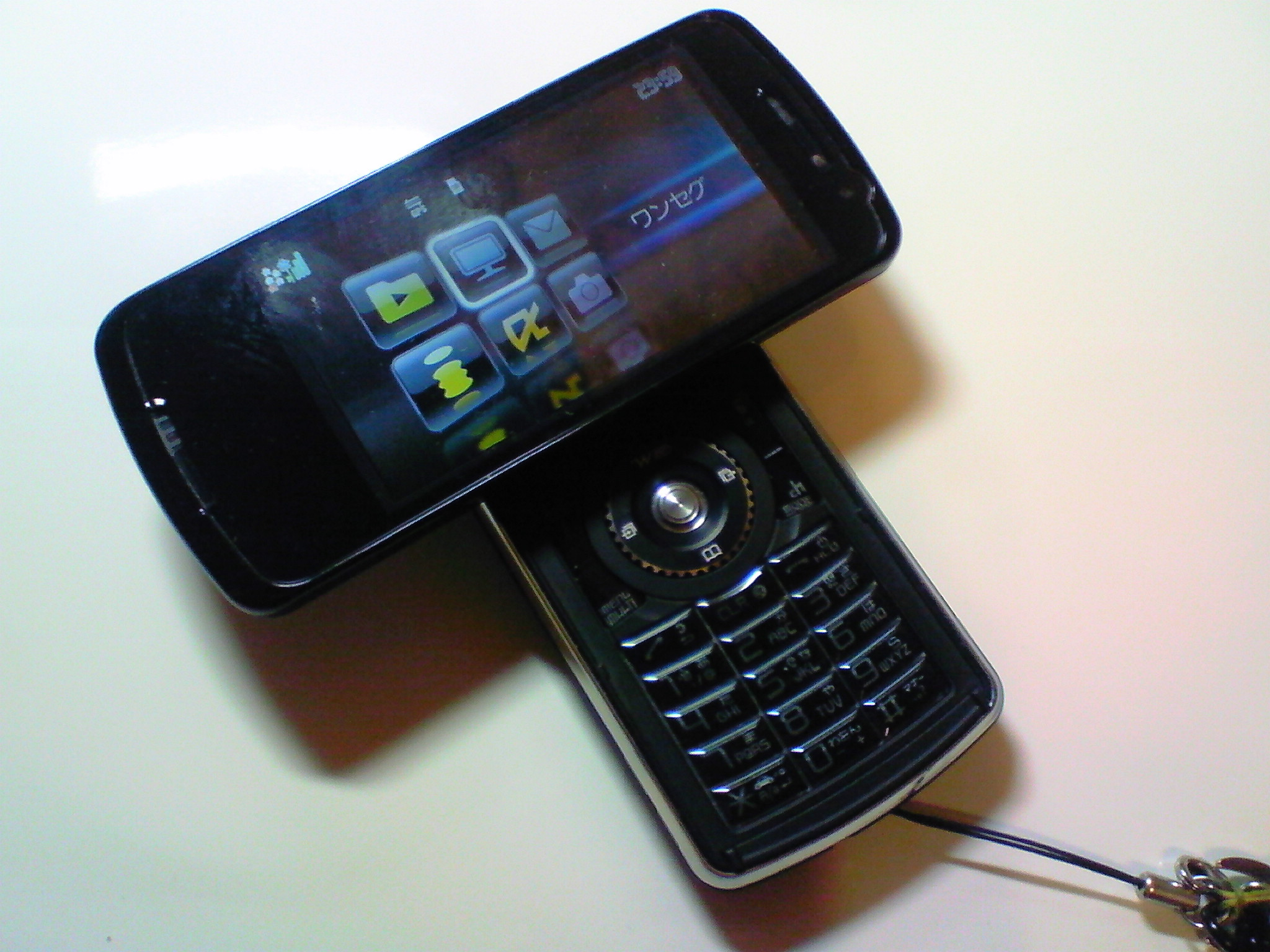
N-06A シェアスタイル

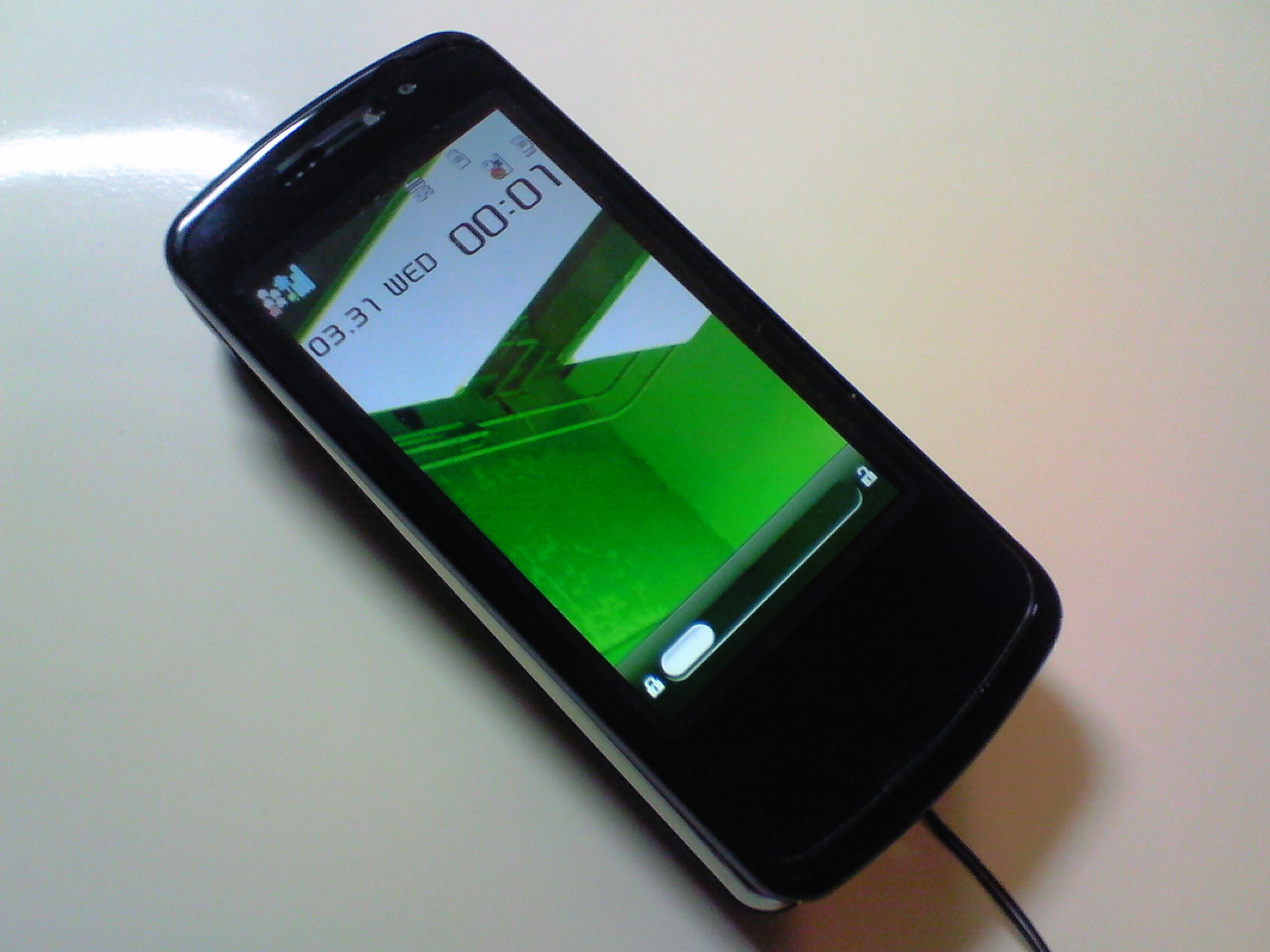
N-06A タッチスタイル

docomo PRIME series N-06A（ドコモ プライム シリーズ エヌ ゼロ ろく エー）は、日本電気（NEC）によって開発された、NTTドコモの第三世代携帯電話（FOMA）端末である。docomo PRIME seriesの端末。

## 概要
2008年冬モデルのN-01Aと無線LAN機能を持っているN906iL onefoneの後継機である。
デザインは、N-01Aの「3Wayスタイル」を引き継いでおり、メインディスプレイは、N-01A同様のタッチパネル対応3.2インチフルワイドVGA液晶で、文字入力以外のほぼすべての機能がタッチ操作で行う事が可能である。タッチパネルは2本の指を近づけるようになぞると縮小し、離すようになぞると拡大する機能（ピンチ）があり、ブラウザや地図ソフトまた電話帳やメール受信時の文字も縮小拡大可能となっている。
N-01Aからの大きな変更点として、メインカメラには、NEC端末初となる810万画素CMOSを採用。最大5人までの顔を自動検出する「顔検出オートフォーカス」笑顔認識でシャッターを切る「スマイルモード」、240度のパノラマ撮影が利用できる。
解像度はQVGAに限られるが、120fpsの高速度動画を撮影し、30fpsで再生できる「スピードムービー」を搭載。音声圧縮には、高音質のAACに対応している。
またWi-Fiを搭載し、2008年夏モデルのN906iL onefoneと同様に、ホームUやPASSAGE DUPLE、ビジネスmoperaIPセントレックスが、利用できる。さらに、アクセスポイント機能を搭載している。それによりパソコンのアクセスポイントになるだけでなく、ニンテンドーDS等の無線LANに対応したゲーム機が当端末を介して、オンライン接続できる。
このほか、30fpsワンセグ表示やBluetooth、下り7.2MbpsのFOMAハイスピード、「SRS TruMedia」、16GBまでのmicroSDHCカードに対応している。
2009年夏モデルより対応したiモードブラウザのバージョンアップ（JavaScript対応、Adobe Flash対応）iアプリタッチ、電池残量表示の細分化、なども対応している。
その他の機能として、フルブラウザの最大容量は1.5MBにアップ、テキストのコピー対応、「クイック検索」には、従来からのiモードやフルブラウザでの検索のほかに、辞書検索やレストラン検索が加わった。
BluetoothはHSP、HFP、A2DP、AVRCPに加え、DUN、SPP、OPPのプロトコルに対応した。
N-06Aで撮影した写真やダウンロード画像を自動的にサーバーへWiFiでアップロードする「ライフストレージ」という機能が用意されている。定期的に画像のアップロードを行い、端末には縮小画像のみが残るため、端末内の保存容量を有効活用できる。サーバーはNECビッグローブが提供し、容量は1GB。
発売当日にiモード接続時の不具合が発覚したことから、当機器及び同じシステムを使用しているdocomo STYLE seriesのN-08Aについても、発売開始日が延期となったが、即座に改修された。
| 主な対応サービス                   | 主な対応サービス                                                      | 主な対応サービス                       | 主な対応サービス                                     |
| ---------------------------------- | --------------------------------------------------------------------- | -------------------------------------- | ---------------------------------------------------- |
| タッチパネル                       | FOMAハイスピード7.2Mbps                                               | Bluetooth                              | DCMX／おサイフケータイ                               |
| iアプリオンライン／地図アプリ      | 直感ゲーム／メガiアプリ                                               | iウィジェット                          | マチキャラ／iコンシェル                              |
| ホームU／ポケットU                 | GPS／ケータイお探し                                                   | デコメール／デコメ絵文字／デコメアニメ | iチャネル                                            |
| 着もじ／プッシュトーク             | テレビ電話／キャラ電                                                  | 電話帳お預かりサービス                 | フルブラウザ                                         |
| おまかせロック／バイオ認証         | 外部メモリーへのiモードコンテンツ移行／ユーザーデータ一括バックアップ | トルカ                                 | iC通信／iCお引越しサービス                           |
| きせかえツール／ダイレクトメニュー | バーコードリーダ／名刺リーダ                                          | 2in1                                   | エリアメール／ソフトウェアーアップデート自動更新     |
| GSM／3Gローミング（WORLD WING）    | 着うたフル／うた・ホーダイ                                            | Music&Videoチャネル／ビデオクリップ    | デジタルオーディオプレーヤー(WMA)(AAC)(SDオーディオ) |

### ワンセグ機能
- 字幕放送
- クイックインフォ&スタイルチェンジ
- Gガイド番組表リモコンからの録画予約
- タイムシフト再生
- 倍速再生
- フレームレート30fps化

### プリインストールiアプリ
以下のiアプリが購入時に端末にプリインストールされている。
| アプリ名                     | 概要 |
| ---------------------------- | --- |
| ルミネス                     | パズルゲーム |
| フォトポケ                   | 撮影した写真をその場でネット上の自分専用アルバムに簡単保存 |
| いっしょにデコ               | iアプリタッチ対応アプリ、2人でスタンプを貼ったり、線や文字を描いたりとデコル |
| iアバターメーカー            | iアバターを作成するアプリ |
| フォト文字 Touch             | カメラで撮影した画像やデータBOXの画像の加工ツール |
| モバイルGoogleマップ         | Googleマップのアプリ。GPSを使った道案内、経路検索、衛星写真、ストリートビューなどを利用できる |
| 地図アプリ                   | GPS機能を利用して、目的地を検索したり、乗り換え案内を駆使した、交通手段によるルートを表示が可能。 地図を使ったメッセンジャー機能、直感地図モード、標高地図モード、鉄道モード、夜モードと様々な地図が楽しめる。 災害地図、災害伝言板などもある。 |
| 日英版しゃべって翻訳 for N   | マイクに向かって主に旅行で使われる日本語、英語を話すだけで翻訳した文章を画面に表示する |
| Gガイド番組表リモコン        | テレビ番組表とAVリモコン機能が1つになったアプリ |
| iD設定アプリ                 | おさいふケータイクレジット決済サービスiDの設定アプリ |
| DCMXクレジットアプリ         | NTTドコモが提供するおさいふケータイクレジットDCMXの設定アプリ |
| FOMA通信環境確認アプリ       | FOMAハイスピードエリアを利用できるかを確認することができるiアプリ |
| モバイルSuica登録用iアプリ   | モバイルSuica契約用のiアプリ |
| iアプリバンキング            | モバイルバンキングを簡単に利用するためのアプリ |
| マクドナルド トクするアプリ  | 日本マクドナルドのかざすクーポンなどを利用するためのアプリ |
| 楽オクアプリ                 | 楽天オークション用のアプリ |
| Start! iウィジェット         | iウィジェットの使い方をムービーで見ることができるiアプリ |
| ROID ウィジェット            | モバイルサイト「ROID」の更新情報などを通知してくれるウィジェット |
| お天気予報ウィジェット for N | 天気情報をiウィジェット画面に表示するアプリ |
| 駅探乗換案内                 | 乗り換え案内用アプリ |
| iWウォッチ                   | iウィジェット画面でグラフィカルに時計や電池残量を確認することができるアプリ |
| 株価アプリ                   | 指定銘柄の株価情報を表示するアプリ |
| Google モバイル              | Google検索機能が利用できるアプリ |

## 歴史
- 2009年3月11日 - 電気通信端末機器審査協会（JATE）通過。
- 2009年5月19日 - F-08A・F-09A・N-06A・N-07A・N-08A・N-09A・P-07A・P-08A・P-09A・P-10A・SH-05A・SH-06A・SH-07A・L-04A・L-06A・HT-03A・T-01Aの開発を発表。
- 2009年5月22日 - 発売が開始されたが、ソフトウェアに不具合が発見され、同日中に販売を一時停止
- 2009年6月7日 - 販売再開

## 不具合
- 2009年5月22日 - iモード接続時の不具合（セキュリティロックがかからなくなる）で販売が一時停止となった。[1]

翌日から、不具合の修正のためソフトウェアの更新が行われた。
- 2009年7月9日 - 以下の不具合改修をソフトウェア更新を実施。
  - メール本文作成中に特定文字列の入力で再起動してしまう場合がある。
  - 使用状況によって電池の持ちが悪くなる
- 2009年11月25日 - iモードブラウザの不具合修正のため無効化されていた一部機能をソフトウェア更新によって再有効化
- 2010年6月1日 - 以下の不具合改修をソフトウェア更新で実施。
  - T9で英語入力を行うと表示に時間がかかる場合がある。
  - 特定のホームアンテナを利用してホームU接続を行うと、パケット通信が切断される場合がある。
  - 地図アプリを終了し、待受画面に戻っても、GPS測位中アイコンが点滅し、消えない場合がある。
- 2011年2月18日 - 以下の不具合改修をソフトウェア更新で実施。
  - iモードで通信している際に、画像ファイルのアップロードができないことがある。

(参照)N-06Aのソフトウェアアップデート情報